# Герб Куби
Герб Куби — офіційний державний символ Куби. Герб був створений Мігелем Толоном і був прийнятий 24 квітня 1906 року.

## Офіційний опис
Герб є національним символом, що утворюється з двох вигнутих секцій рівних кіл, відділених від кіл та обернених одне до іншого у вигляді овального щита. Він розділений горизонтальною лінією в точці двох третин своєї висоти. Він складається з трьох секцій, або полів: верхнє зображає море, в якому, ліворуч та праворуч, навпроти одне іншого, два миси чи частини суші, між якими, закриваючи протоку, яку вони утворюють, розтягуючись зліва направо, ключ із товстою шийкою, з оберненою донизу борідкою, на фоні сонця, що сходить та розсіює промені на небо ландшафту. В нижній секції, або полі праворуч знаходяться п'ять перев'язів, поперемінно, однакової товщини, темно-синього та білого кольорів, найвищий з яких синій, і всі схилені зліва направо. У нижній секцій, або полі ліворуч, пейзаж, що зображує долину, в центрі якої стоїть королівська пальма, середній листок якої вищий за інші та стоїть прямо, на фоні двох гір та чистого неба. Щит підтримує в'язка палиць, нижній кінець якої перев'язаний навхрест червоною стрічкою та виходить з-під нижнього кінця щита. Вгорі, над верхнім краєм щита, знаходиться в'язка палиць, перев'язана червоною стрічкою по радіусу. Верхівка в'язки палиць накрита оберненим праворуч фригійським ковпаком червоного кольору, який надягнений на одну з палиць, яка здіймається трохи вище за інші. У центральній частині ковпака зображена біла п'ятипроменева зірка з одним із променів обернутим угору. Не перетинаючись із правим та лівим краями вигинів щита, його обрамлюють дві гілки, зліва лаврова та справа кам'яного дубу, обернені до щита та перехрещені за в'язкою палиць під його нижнім кінцем.